# Wormbach
Wormbach ist ein Ortsteil der Stadt Schmallenberg in Nordrhein-Westfalen.

## Geographie

### Lage
Das Dorf liegt rund zwei Kilometer nordwestlich von Schmallenberg und rund 500 m nördlich vom Flugplatz Schmallenberg-Rennefeld. Im Ort entspringt der Wurmbach. Er fließt nach rund zwei Kilometern in die Wenne.

### Nachbarorte
Angrenzende Orte sind Werpe, Felbecke, Berghausen, Ebbinghof, Obringhausen und Schmallenberg.

## Geschichte

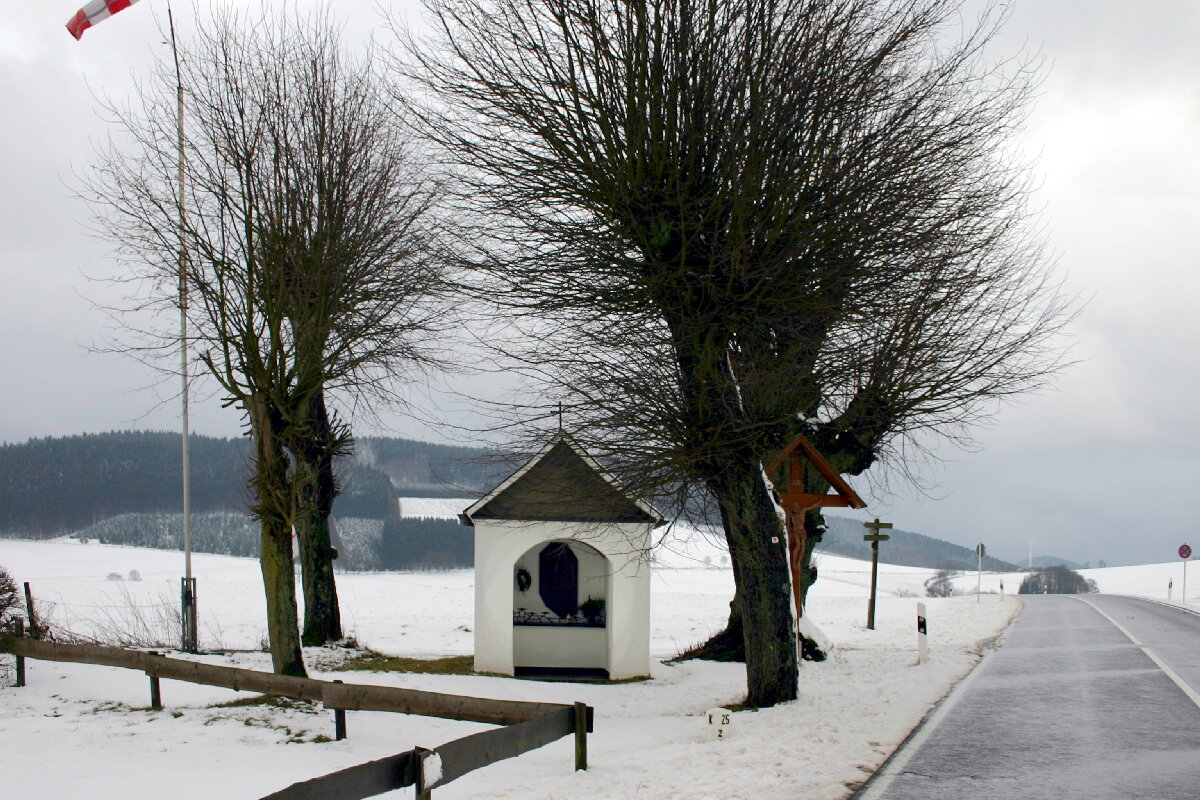
Bildstock „Am Weissen Stein“ an der Heidenstraße oberhalb Wormbach

Bereits zu Zeiten der Germanen und Kelten gab es vermutlich Kultstätten in Wormbach und der näheren Umgebung.
Worunbach (später Wormbike, Worunbeke und Worenbike) wurde im Jahre 1072 zum ersten Mal in einer Urkunde des Klosters Grafschaft erwähnt. Der Ort wird häufig als älteste und wichtigste Siedlung des oberen Sauerlandes bezeichnet, obwohl er fast 1000 Jahre nur drei Höfe besaß. Seine Bedeutung verdankt Wormbach seiner Lage an der alten Heidenstraße. 1645 wurde Wormeke auf der Karte Westphalia Ducatus kartografisch erfasst.
Bis zur kommunalen Neugliederung in Nordrhein-Westfalen im Jahr 1975 war die Gemeinde Wormbach selbstständig. Zur Gemeinde Wormbach (sogenanntes Hawerland) gehörten Wormbach, Bracht, Hebbecke, Rotbusch, Werntrop, Selkentrop, Felbecke, Werpe, Harbecke, Altenhof, Ebbinghof, Huxel und Obringhausen.

## Politik

### Wappen
| Wappen der ehemaligen Gemeinde Wormbach | Blasonierung: In Gold wachsend die Heilige Walburgis in schwarzer Ordenskleidung mit einem silbernen Krummstab in der Rechten und einem goldenen Ölfläschchen in der Linken, im Schildfuß belegt mit einem roten Balken. Beschreibung: Die Heilige Walburgis wird seit Jahrhunderten im Ort verehrt. Der Balken steht für die alte Heidenstraße beziehungsweise für die alte Königsstraße, an der Wormbach liegt. Die Farben sind aus dem Wappen der Herren von Fürstenberg genommen, die im Ort das Pfarrbesetzungsrecht hatten. Die amtliche Genehmigung des Wappens erfolgte am 20. August 1965. |

## Religion

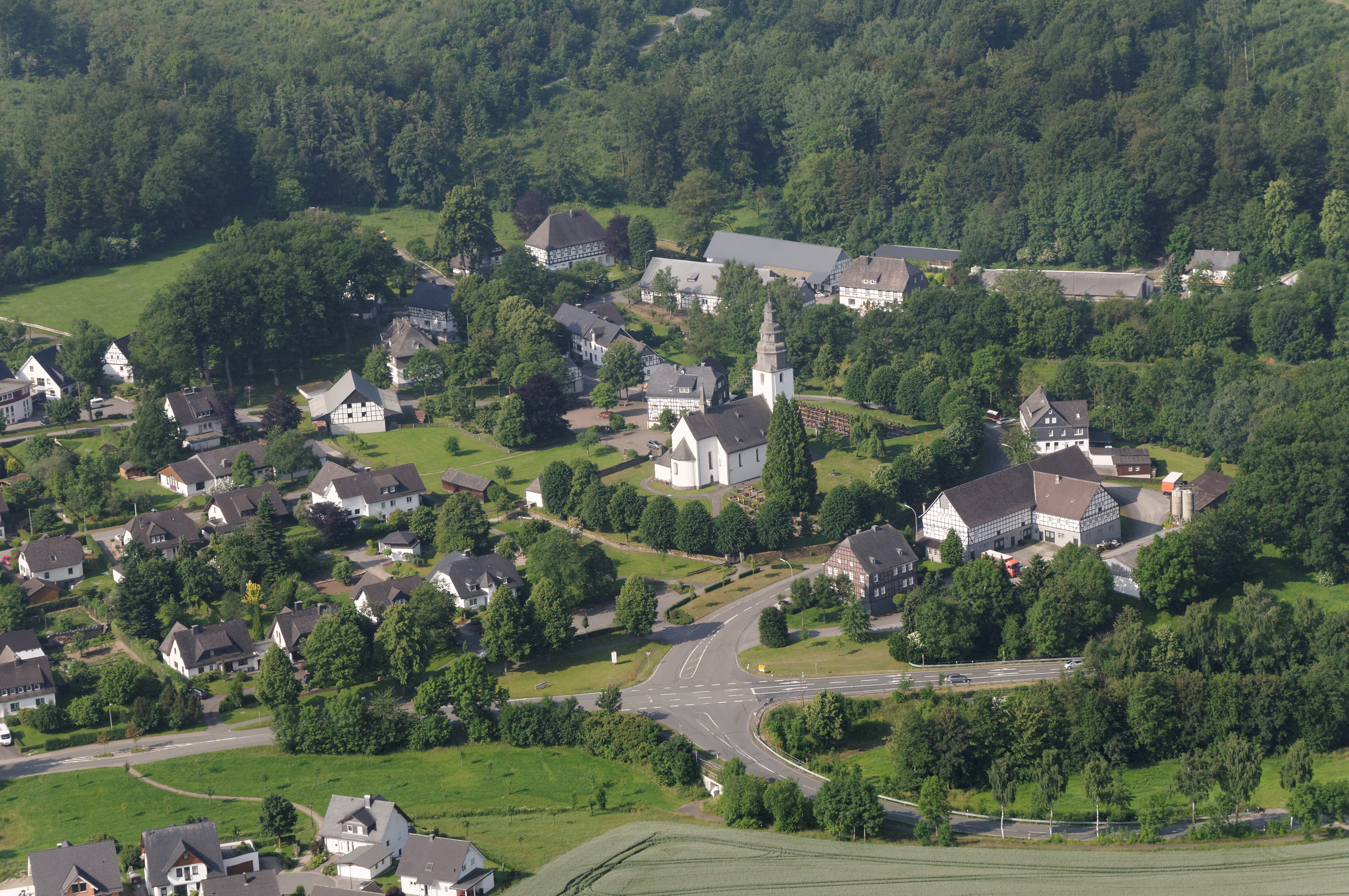
Luftaufnahme St. Peter und Paul

Die Urpfarrei Wormbach ist die älteste des Sauerlandes. 1072 wurde die Pfarrei dem Kloster Grafschaft unterstellt. Die alte Großpfarrei erstreckte sich vom Norden her von Berghausen bis Mailar, nach Osten von Fredeburg bis Huxel, nach Süden von Lenne, Saalhausen, Kohlhagen, Oberhundem bis Langenei und im Westen bis Bracht. Ob Eslohe vor 1263 und Oberkirchen vor 1295 noch zur Pfarrei Wormbach gehörten, ist noch nicht geklärt. Sicher ist, dass Eslohe 1263 unter Weremar schon dem Stift Meschede gehörte. 1939 gehörten zur Pfarrei Wormbach die Orte Wormbach, Altenhof, Ebbinghof, Felbeke, Harbecke, Obringhausen, Selkentrop sowie Werpe.
Als Urpfarrei war die Gemeinde Ausgangspunkt für die Christianisierung des oberen Sauerlandes. Einer Legende nach soll der heilige Bonifatius oder einer seiner Schüler in Wormbach ein Kirchlein erbaut haben. Die kirchliche Gemeinde wäre somit in ihren Anfängen vor 754 anzusetzen.
Der westfälische Kirchenhistoriker Heinrich Kampschulte schließt aus der Walburgaverehrung, dass das Christentum von dem nahen Mainzischen her, dem besonderen Wirkungskreis des Bonifatius, kam. Dieser Auffassung folgte auch Franz Fischer, der ebenfalls aus dem Faktum, dass seit langem das Walburgisöl und die heilige Walburga verehrt wurden, ein Zusammenhang zwischen der Wormbacher Gegend und Hessen bestand. Demgegenüber gehen Friedrich Albert Groeteken und Johann Suibert Seibertz davon aus, dass der Ausgangspunkt des Christentums in der Wormacher Gegend auf Köln hinweist. Zum einen lag Wormbach an der Heidenstraße, die von Kassel über Wormbach nach Köln führte. Ferner weist auch die Verehrung des heiligen Petrus auf Köln als Ausgangspunkt der Christianisierung hin, weil gerade der Petruskult von Köln aus gefördert wurde. Außerdem deuten auch die Beziehungen zwischen Wormbach und Soest darauf hin. In der damaligen Zeit brachte man aus ungeklärten Gründen die Toten von Soest nach Wormbach. Petrus war auch der Schutzheilige der ersten Soester Kirche. Des Weiteren stand Soest schon vor 626 in einer engen Verbindung zu Köln. Die Pfarrei Wormbach wurde zudem an erster Stelle auf der Gründungsurkunde des Klosters Grafschaft genannt.

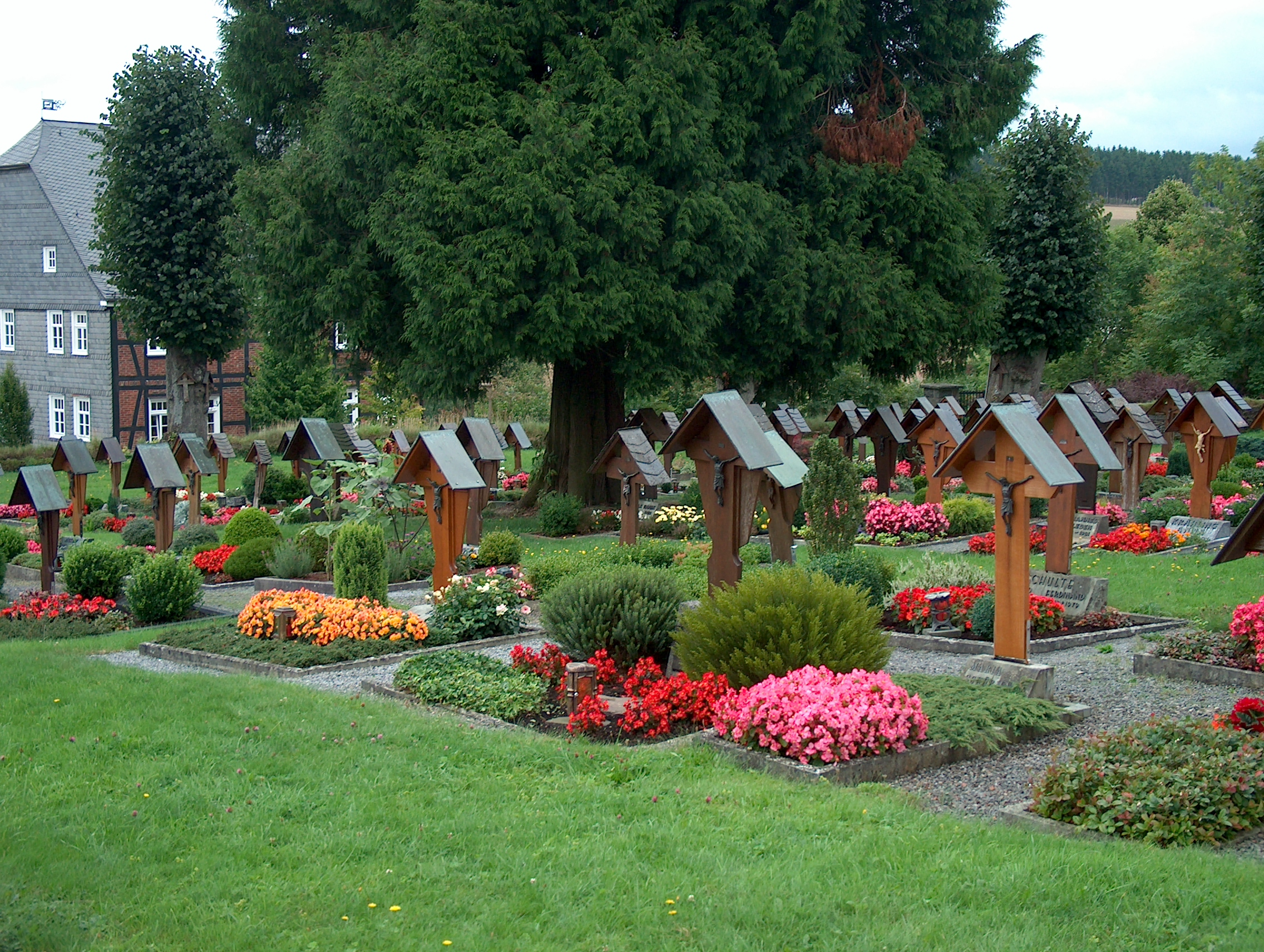
Friedhof neben der Wormbacher Pfarrkirche

Die Überlieferung vom Soester Totenweg ist heute strittig. In der Gemarkung Wormbach wurden in alten Katasterkarten viele Totenwege aufgeführt. Selbst von Olpe und Drolshagen sollen Tote nach Wormbach gebracht worden sein. Eine Beisetzung aller Toten war allein wegen der Enge im Ort nicht möglich.
Der urkundlich nachweisbare erste Pfarrer und Dechant in Wormbach hieß Heinrich. Er vermachte im 13. Jahrhundert seine vom Kloster Grafschaft verliehene jährliche Rente in Höhe von 9 Gulden dem Dorf Selkentrop. Der Pfarrer wurde noch mal am 29. Mai 1284 in einer Urkunde des Edelherren Wittekind I. von Grafschaft als Zeuge genannt, als dieser dem Kloster Güter veräußerte.
Vor 1365 entbrannte ein Streit um die mit der Dechantenwürde verbundene Pfarrstelle in Wormbach, nachdem der Erzbischof von Köln Gottfried von Cobbenrodt die Stelle übertrug. Um einem Rechtsstreit mit dem enthobenen Amtsinhaber zu entgehen, verlangte von Cobbenrodt vor Amtsantritt auch eine Päpstliche Ernennung. Papst Urban VI. verlieh daraufhin von Cobbenrodt am 1. April 1366 die Pfarrstelle und erhob ihn zum Dekan.
In der Zeit des abendländischen Schismas gab es auch in der Pfarrei Streitigkeiten. Man ging bewaffnet ins Gotteshaus. In vielen Kirchen und Kapellen fanden sich Anhänger von Papst Urban VI. und des Gegenpapstes Clemens VII. ein. In den Jahren 1400 und 1401 wurde der Dechant und Pfarrer Heinrich Wrede wegen schwerer Vergehen gegen die kirchliche Ordnung angeklagt. Man hielt ihm vor, Gottesdienste mit Personen, die mit dem Kirchenbann belegt waren, öffentlich abgehalten zu haben. Ferner hielt Wrede angeblich in Kirchen, die mit Interdikt belegt worden waren, weiterhin Messen ab. In den betreffenden Gotteshäusern kam es anschließend zu Brandstiftungen und Blutvergießen. Papst Bonifatius IX. erteilte daraufhin dem Abt von Kloster Grafschaft den Auftrag, die Glaubwürdigkeit der Anschuldigungen zu erforschen. Im Fall einer Anklage sollte die Stelle in Wormbach dem Kleriker Gingelbert Saalhusen übertragen werden. Dieser war zur damaligen Zeit Vikar der beiden Vikarien St. Maria ad Gradus und St. Andreas in Köln. Weil er in den nachfolgenden Jahren noch Amtshandlungen vornahm, hat Dechant Wrede offensichtlich die Stelle behalten.
In der Zeit von 1444 bis 1553 entwickelte sich die Pfarrgemeinde sehr positiv. Die begehrte Pfarrstelle wurde deshalb von 1543 bis 1609 nur mit nachgeborenen Söhnen des Adels besetzt. Sie übten jedoch meist keinerlei Seelsorge aus, sondern führten als Pfründeeinnehmer nur den Titel. Die Seelsorge vor Ort übernahm in dieser Zeit ein Vikar. Von Mitte des 16. Jahrhunderts bis zum Jahre 1602 kamen vier Pfarrer aus der Familie von Fürstenberg. Kaspar von Fürstenberg trat 1559 als 12. Pfarrer sein Amt an seinen Bruder Dietrich von Fürstenberg ab. Diesem folgte zwei Jahre lang Friedrich von Fürstenberg (Vater von Kasper) und anschließend 14 Jahre lang Friedrich von Fürstenberg (ältester Sohn von Kasper). 1602 legte Friedrich sein Amt nieder und übernahm im gleichen Jahr die Ämter von seinem Vater Kasper.
In der Zeit der Glaubenswirren kam es zu Zerstörungen und Plünderungen durch Truppen des Gebhard I. von Waldburg. Die Pfarrei hatte zu dieser Zeit keinen Pfarrer. Geordnete Verhältnisse kehrten erst wieder ein, als am 30. August 1609 der Grafschafter Mönch Georg Zeppenfeld vom Abt zum neuen Pfarrer und Dechanten ernannt wurde. Der Kölner Erzbischof bestätigte am 8. Januar 1610 die Ernennung. 1629 wurde der beliebte Pfarrer von dem Grafschafter Abt zum Propst von Belecke ernannt. Nach Interventionen aus der Bevölkerung blieb Zeppenfeld in Wormbach. Er zog sich später krankheitsbedingt in die Abtei Grafschaft zurück, wo er 1657 starb.
Im 17. Jahrhundert belasteten insbesondere der Dreißigjährige Krieg und der Hexenglaube die Region. Friedrich von Fürstenberg galt in dieser Zeit als einer der maßgeblichen Verantwortlichen für die Hexenverfolgungen im Herzogtum Westfalen.
Als Pfandbesitzer des Amts Fredeburg konnte er in dem Patrimonialgericht Oberkirchen Hexenverfolgungen in eigenem Namen in Gang setzen.
1770 erbat sich der Grafschafter Mönch und Wormbacher Pfarrer Jodokus der Kleine von der Äbtissin zu Eichstätt eine Reliquie der heiligen Walburga. Wahrscheinlich gab es vorher noch keine Reliquie in Wormbach.
Die noch bestehende 1230 erbaute romanische Kirche stammt größtenteils noch aus der Zeit ihrer Erbauung. Den Kirchturm traf im Laufe der Jahrhunderte mehrfach ein Blitz. Am Freitag vor Pfingsten im Jahre 1683 starben bei einem Blitzeinschlag in den Turm zwei Menschen. 1730 brannte der Turm nach einem Gewitter vollständig ab. Dabei zerschmolzen auch die drei Glocken. Im Jahre 1885 wurde der Turm durch einen Blitz erneut beschädigt. Bei Ausgrabungen im Jahre 1908 legte man die Grundmauern einer aus Stein errichteten Basilika aus dem 8. Jahrhundert frei. An dieser Stelle stand zuvor ein kleines Holzkirchlein.

### Religiöses Brauchtum
Wormbach war seit Jahrhunderten Sitz einer Kaland-Bruderschaft. Abt Johannes Worth aus dem Kloster Grafschaft erneuerte im Jahre 1669 den bereits vor ungefähr dreihundert Jahren gegründeten Wormbacher Kaland.
Gleichzeitig gab es auch eine Bruderschaft der Einheimischen, die unter Aufsicht eines Bauernrichters bestand. Aus dem Tagebuch eines Thonis Vogt aus Ebbinghof aus dem Jahre 1675 geht hervor, dass diese Bauerrichter-Bruderschaft schon lange vor 1675 bestanden hat.
Die heutige Pfarrei St. Peter und Paul mit der gleichnamigen Kirche blieb trotz der recht geringen Einwohnerzahl des Ortes ein wichtiger religiöser Mittelpunkt der Region. Alljährlich lockt Anfang Mai die sogenannte Walburgawoche zahlreiche Pilger aus den umliegenden Orten nach Wormbach, um dort den Walburgasegen zu empfangen.
Von Wormbach aus führt ein Kreuzweg mit Bildstöcken auf die nahegelegene Egge, die von der Bevölkerung auch als Kreuzberg bezeichnet wird.

## Öffentliche Einrichtungen

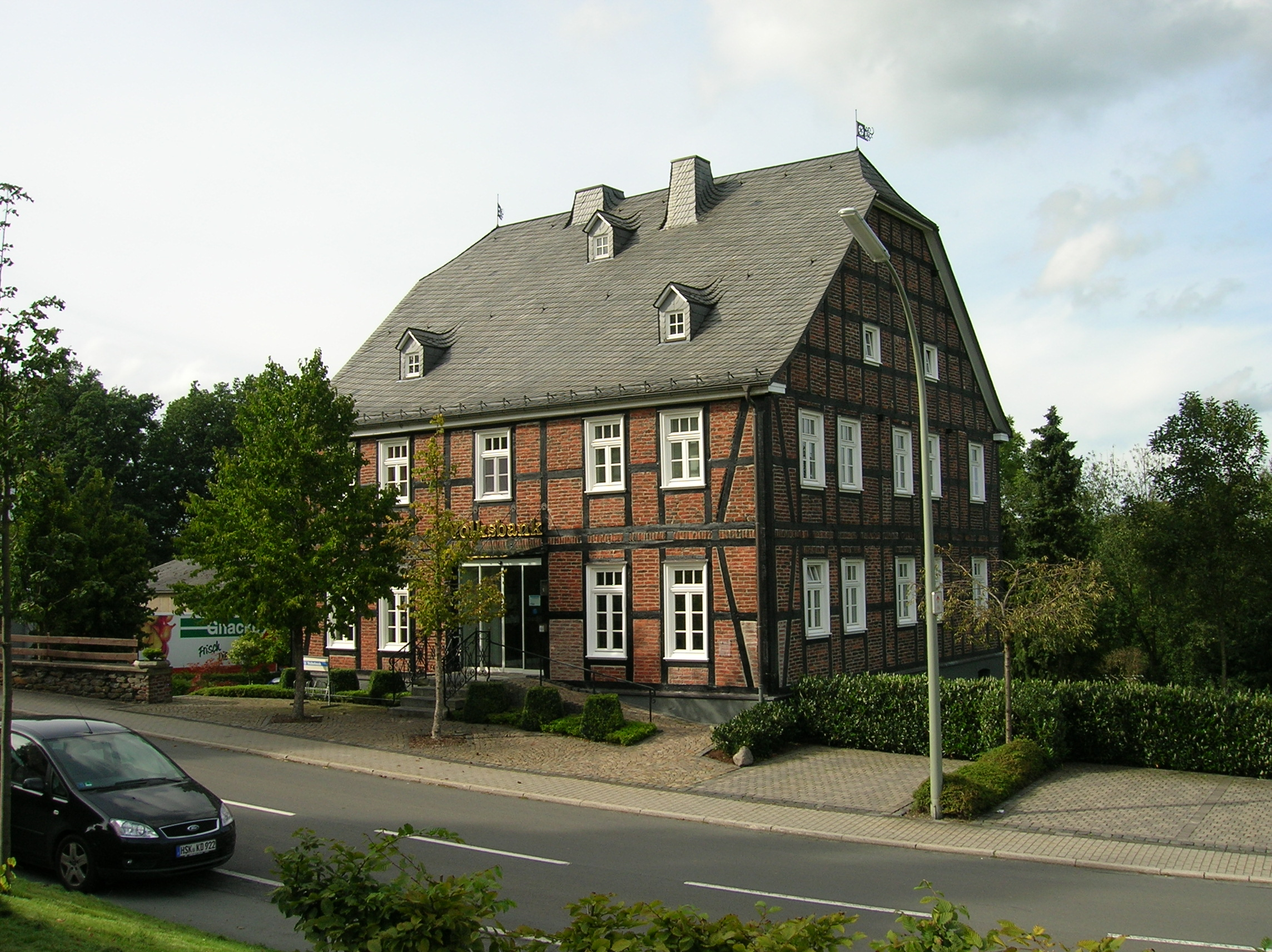
„Bürgerhaus“, heute Wohnhaus und Geschäftsstelle der Volksbank

Im Dorf befinden sich ein Kindergarten und ein Sportplatz. Im Pfarrheim am südlichen Ortsrand befindet sich seit 1992 die Katholisch öffentliche Bücherei St. Peter und Paul Wormbach.

## Sehenswürdigkeiten
Im Herbst 2007 wurde der Haverland-Mythenweg, ein 25 km langer Wanderweg entlang vieler bedeutender Kultstätten rund um Wormbach herum, eingerichtet, um diese Stätten erlebbar zu machen. Sehenswert ist auch das denkmalgeschützte Pfarrhaus.

### Kirche St. Peter und Paul

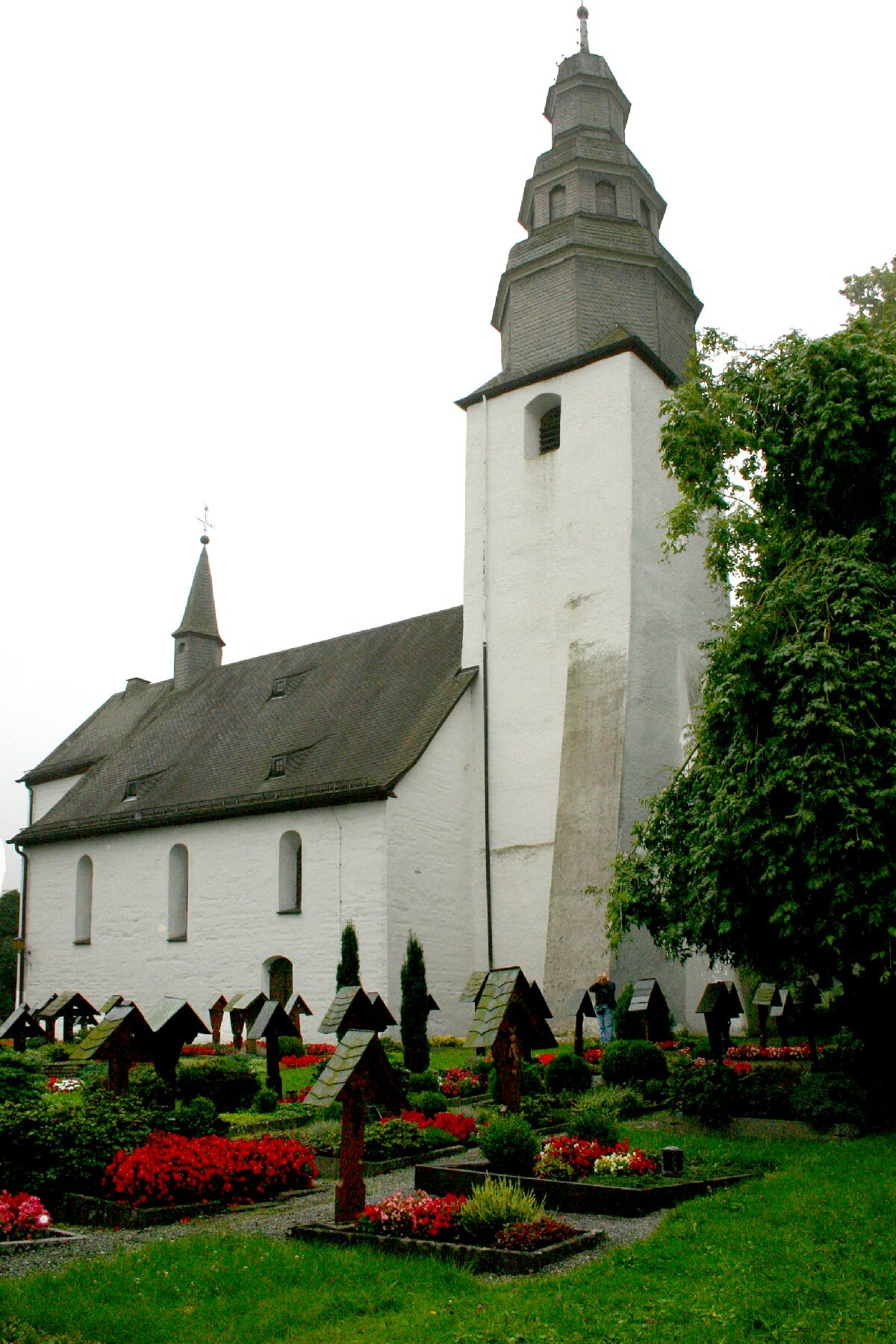
Kirche St. Peter u. Paul Wormbach

Die Romanische Kirche St. Peter und Paul in Wormbach stammt aus dem 13. Jahrhundert.
Das Kreuzgewölbe der spätromanischen dreischiffigen Hallenkirche ruht auf drei starken Pfeilern. In den schmalen Seitenschiffen befinden sich einhüftige Stichkappengewölbe. Sehenswert ist die in der europäischen Kirchenmalerei seltene Darstellung der 12 Tierkreiszeichen im Mittelschiff. Im Westjoch sind die Tierkreiszeichen Waage, Schütze, Skorpion und Jungfrau und im Zentrum ein gekrönter Mann, welcher einen Stab in der linken Hand hält. Der nach Süden weisende Zeigefinger ist durch eine Linie mit dem Aufhängepunkt der Waage verbunden. Das Mitteljoch enthält die Tierkreiszeichen Zwillinge, Löwe, Krebs und Stier sowie im Zentrum einen heiligen Diakon. Im östlichen Joch sind Widder, Wassermann, Fische und Steinbock und im Zentrum des Schlusssteines Sonne und Mond dargestellt. Die Sonne als männliche Person schaut nach Westen zum Sonnenuntergang; der Mond in Form einer Frauengestalt blickt nach Süden.
Bedeutsam ist die Orgel aus dem 15. Jahrhundert. Die Kirchenorgel, ein Werk des Orgelbauers Peter Henrich Varenholt, ist die älteste westfälische Pfeifen-Orgel.
Erwähnenswert ist auch die barocke Innenausstattung der Kirche, am Kanzelkorb befinden sich die Figuren der vier Evangelisten und der vier lateinischen Kirchenväter.

### Heilig-Kreuz-Kapelle

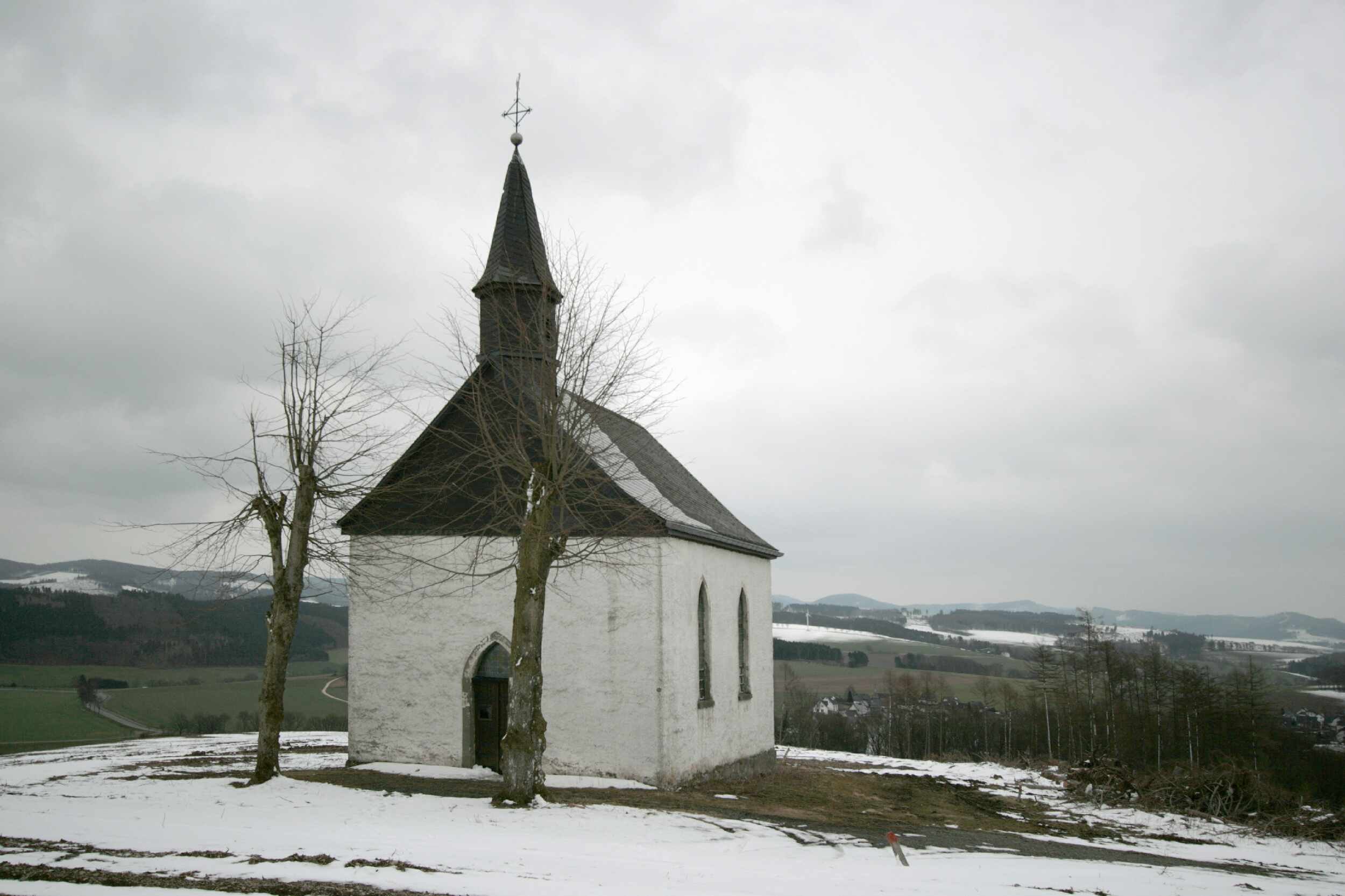
Kreuzbergkapelle 2008

Am Ende des in der Nähe des Pfarrhauses beginnenden Kreuzweges steht die im Jahr 1818 errichtete Heilig-Kreuz-Kapelle („Kreuzbergkapelle“) auf dem Kreuzberg (Egge). Sie ist eine schlichte Kapelle mit spitzbogigen Fenstern und einem Dachreiter. Im Inneren steht auf einem neubarocken Altar die Kreuzigungsgruppe mit Maria und Johannes.
Die Kapelle war lange Zeit von Wald umgeben und daher aus der Umgebung nicht sichtbar. Im Januar 2007 warf der Orkan Kyrill den Wald auf der Bergkuppe nieder, ließ die fortan frei stehende Kapelle aber nahezu unbeschädigt. In den Jahren 2011 und 2012 fanden umfangreiche Renovierungsarbeiten statt.

## Söhne und Töchter des Ortes
- Thomas Astan (1942–2024), Ordenspriester und zuvor Schauspieler